# Фронт перемен и согласия в Чаде
Фронт перемен и согласия в Чаде, ФПСЧ (фр. Front pour l’Alternance et la Concorde au Tchad, FACT) — политическая и военная организация Чада, основанная Мохаммедом Махди Али в марте 2016 года. Группировка ведет активную вооруженную борьбу против действующего правительства Чада и находится под защитой ливийского военачальника Халифы Хафтара

## История
В 2016 году от ФПСЧ отделился Совет военного командования спасения республики.
Вечером 11 апреля 2021 года, в день президентских выборов, ФПСЧ атаковала пограничный пост на севере Чада, как раз во время закрытия избирательных участков. 17 апреля боевики начали движение в столицу страны Нджамены. 20 апреля президент Чада Идрис Деби был убит во время боестолкновения. Генерал Махамат Дебби Итна, сын убитого лидера, был объявлен временным президентом и главой военной хунты.